# 三乙胺氧化物
三乙胺氧化物是一种氧化胺，化学式为C6H15NO。它可由三乙胺和过氧化氢水溶液反应制得。它可以在四氢呋喃中经碘化亚铜脱氧，得到三乙胺。它受热分解，生成三乙胺、N,N-二乙基羟胺、O,N-二乙基羟胺和O,N,N-三乙基羟胺，后者进一步分解为二乙胺和乙醛。